# Véronique Caprasse
Pour les articles homonymes, voir Caprasse.
Véronique Caprasse, née à Lüdenscheid (Allemagne) le 20 novembre 1950, est une femme politique belge, membre de Démocrate fédéraliste indépendant.

## Biographie
Elle est diplômée en logopédie.
Élue bourgmestre de Kraainem à la suite des élections communales du 14 octobre 2012, Véronique Caprasse ne prête serment que le 9 juillet 2014, après que le Conseil d’État ait infirmé le refus du gouvernement flamand Peeters II et de son vice-ministre président, chargé des affaires intérieures, Geert Bourgeois de la nommer bourgmestre. Jusqu'au 31 décembre 2015, à mi-législature, où elle cède, comme l'accord sur la répartition du poste de bourgmestre pendant la législature au sein d'UF le prévoyait, son mandat de bourgmestre à Dorothée Cardon de Lichtbuer.
Elle devient première échevine de la même commune le 1er janvier 2016.
Elle est élue députée fédérale de la circonscription électorale de Bruxelles-Capitale le 25 mai 2014.

## Mandats
- 08/10/2000 - 02/01/13 : échevine de la commune de Kraainem [5] ;
- Depuis le 25/05/2014 : députée à la Chambre des représentants de Belgique[5] ;
- 09/07/2014 - 31/12/2015 : bourgmestre de la commune de Kraainem[5] ;
- Depuis le 01/01/16 : échevine de la commune de Kraainem [5].